# Rođenje Venere (Botticelli)
Sandro Botticelli (1445. – 1510.) je svoju sliku Rođenje Venere naslikao u seriji mitoloških slika za obitelj Medici. To zanimanje je potaknuto obnovom Platonove filozofije (Neoplatonizam) koja je dovela do zanimanja za antičke teme i osnivanje Platonove Akademije u Firenci 1469. god.
Boticellijeva naga Venera, poput Masacciove Eve, je inspirirana rimskom mramornom skulpturom Venera Medici iz 1. stoljeća. Za razliku od Masaccia, Botticellijeva Venera je elegantno izdužena, kao da je ošamućena, netom probuđena i bunovna. Venera pluta na ogromnoj školjci dok joj vjetar (muškarac) i lahor (žena) lagano pušu tjerajući je prema obali. S desna je žena, vjerojatno personifikacija Proljeća, koja juri da prekrije njenu nagost laganim ružičastim ogrtačem. Kao božica ljubavi i plodnosti, Venera je prigodno okružena cvijećem. Njena lepršava i valovita kosa ima odjek u gracioznim krivuljama haljina i prozirnih valova koji su uokvireni jasnim linijama, što je prepoznatljiva karakteristika Botticellijeva slikarstva.

## Vanjske poveznice
- Detaljna biografija slike